# Pontey
Pontey est une commune italienne de la région Vallée d'Aoste, appartenant à l'unité des communes valdôtaines du Mont-Cervin.

## Géographie
Pontey est une commune de 16 km2, située à l'envers (droite orographique) de la Doire Baltée, en face des communes de Chambave et de Châtillon, et à 24 km d’Aoste.
Le territoire communal jouxte les communes de Chambave, Saint-Denis, Châtillon et Champdepraz. Son territoire culmine au mont Ruvic (2 922 mètres) et comprend trois torrents dénommés Molinaz, Eau-Noire et Vau.

Localisation de la commune de Pontey à l'intérieur de la Vallée d'Aoste.

## Climat
La position à l'envers du territoire de Pontey fait en sorte que le climat se différencie beaucoup des autres communes sur la gauche orographique de la Doire Baltée. En hiver, Pontey se trouve à l'ombre des montagnes pendant 2 mois environ, du 20 novembre au 30 janvier. La température peut descendre jusqu'à −10 °C même en plein jour, avec des pointes la nuit de −30 °C. En été, Pontey jouit d'un exposition meilleure au soleil par rapport au communes limitrophes, donc la moyenne des heures d'ensoleillement par an est plus ou moins à parité.

## Histoire
Pontey accueille un site archéologique datant de l'époque des Salasses, sur la Cime noire.
Le toponyme semble dériver du latin « Ponticulus » (= Petit pont), créé par les Romains lors de leur colonisation de la Vallée d'Aoste.
Il constitue une étape de la Via Francigena (Mansio XLVI - Publei Pontey).La paroisse de Pontey existait déjà en 1176 d'après la bulle du Pape Alexandre III du 20 avril 1176 qui dresse une liste des paroisses valdôtaines.
Le Cadastre Sarde terminé le 2 novembre 1771 par le prud'homme Jean-Louis Champion de la paroisse de Saint-Marcel relève 4.559 parcelles  pour 201 propriétaires contribuables
Pendant la période fasciste, Pontey a été uni à la commune de Châtillon (appelée à cette époque Castiglione Dora). La commune actuelle a été rétablie en 1946.

## Monuments et lieux d'intérêt

### Architecture religieuse
La première citation de l'église de Pontey se trouve dans une bulle pontificale d'Alexandre III de 1176, en tant que partie du Diocèse d'Aoste.
Sur le territoire communal sont présents trois édifices religieux :
- L'église paroissiale Saint-Martin, remontant à 1400 environ ;
- La chapelle de l'Exaltation de la Sainte-Croix (ancienne chapelle Saint-Roch, au hameau Banchet) ;
- La chapelle Notre-Dame des Douleurs (hameau Torin)

### Architecture civile
- Au lieu-dit Plan-Coca, les ruines d'archéologie industrielle Le Grand Fourneau, un haut fourneau carré remontant au XVIIIe siècle ;
- Au hameau Ussert, les ruines de l'ancienne fonderie Gervasone[2].

### Sites archéologiques
- Les restes d'un tombeau de l'époque barbare à Proley ;
- Les restes de meules en pierre ollaire à Valmerianaz.

## Société

### Évolution démographique
Habitants recensés

## Fêtes, foires
Les événements les plus importants, organisés par le syndicat d'initiative local, sont :
- La Fête du sanglier, à la mi-août à Mesaney ;
- La Saint-Martin ;
- Le carnaval, lorsqu'on brûle un pantin appelé « Ferpafrape ».

## Éducation
La commune dispose d'une école élémentaire dédiée à Jean-André Arbenson et une crèche dédiée au père Laurent-Samuel Henriod.

## Sport
Dans cette commune se pratique le palet, l'un des sports traditionnels valdôtains.

## Accès
Pour accéder à Pontey on emprunte soit la route régionale 10 à partir de la RN26 (traversant la commune tout au long jusqu'à la bifurcation pour les hameaux Banchet et Valérod, près de la chapelle de l'exaltation de la Sainte-Croix), soit on descend la rue de la gare à Châtillon et on procède tout droit après la bifurcation pour Ussel.
La commune est desservie par un service de cars de la société SAVDA. Pontey ne dispose pas d'une gare ferroviaire, mais celle de Châtillon se trouve en fait près du chef-lieu.

## Administration
| Période                                  | Période           | Identité         | Étiquette                             | Qualité |
| ---------------------------------------- | ----------------- | ---------------- | ------------------------------------- | ------- |
| 26 juin 1985                             | 30 décembre 1993  | François Verthuy | Autonomistes démocrates progressistes | Syndic  |
| 30 décembre 1993                         | 9 mai 2005        | Dario Bich       | Union valdôtaine                      | Syndic  |
| 9 mai 2005                               | 19 septembre 2020 | Rudy Tillier     | Liste civique                         | Syndic  |
| 20 septembre 2020                        | En cours          | Leo Martinet     | Liste civique                         | Syndic  |
| Les données manquantes sont à compléter. |                   |                  |                                       |         |

### Hameaux
Entre parenthèses les toponymes en patois pontesan :
Clapey, Cloutraz (Quiótra), Crétaz, Crétaz-Boson, Épiney, Bosayes (La Bóvàye), Lassolaz (La Sóla - chef-lieu), Lesin (Lizén), Prélaz (Préla), Prolex, Semont (Semón), Torin (Tòén), Chesanouva (Tséza Noua), Vallerod (Valïoù), Dzerbio, Mesaney.

### Communes limitrophes
Chambave, Champdepraz, Châtillon, Saint-Denis

## Galerie de photos

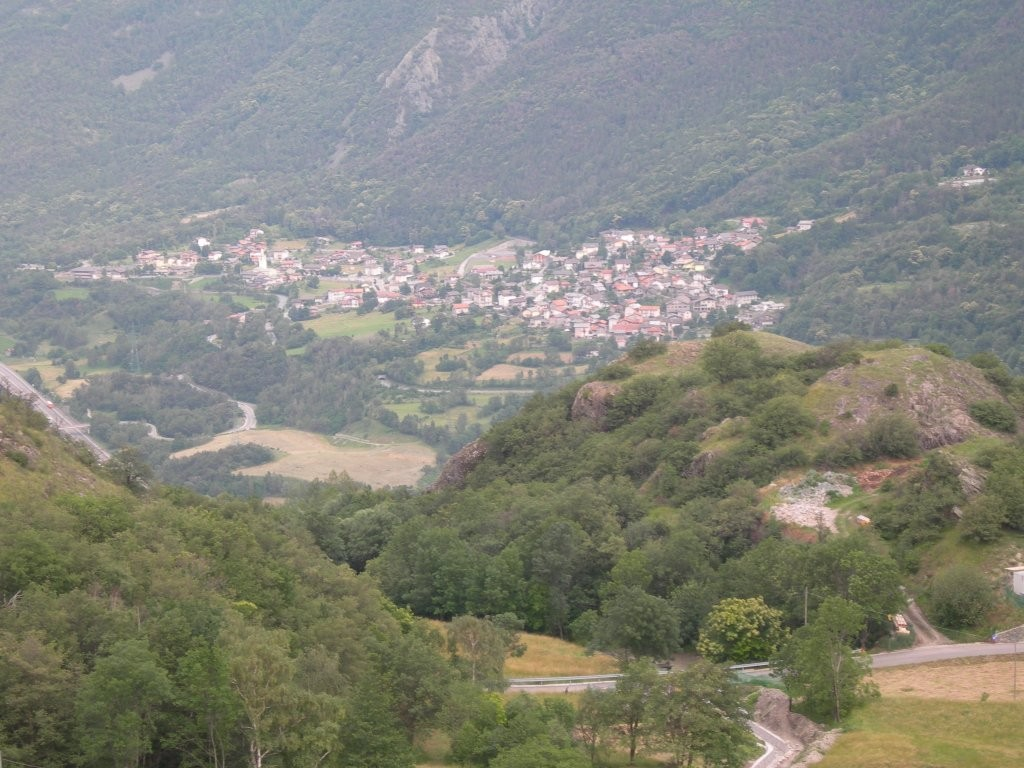
Vue d'ensemble du chef-lieu et des alentours.
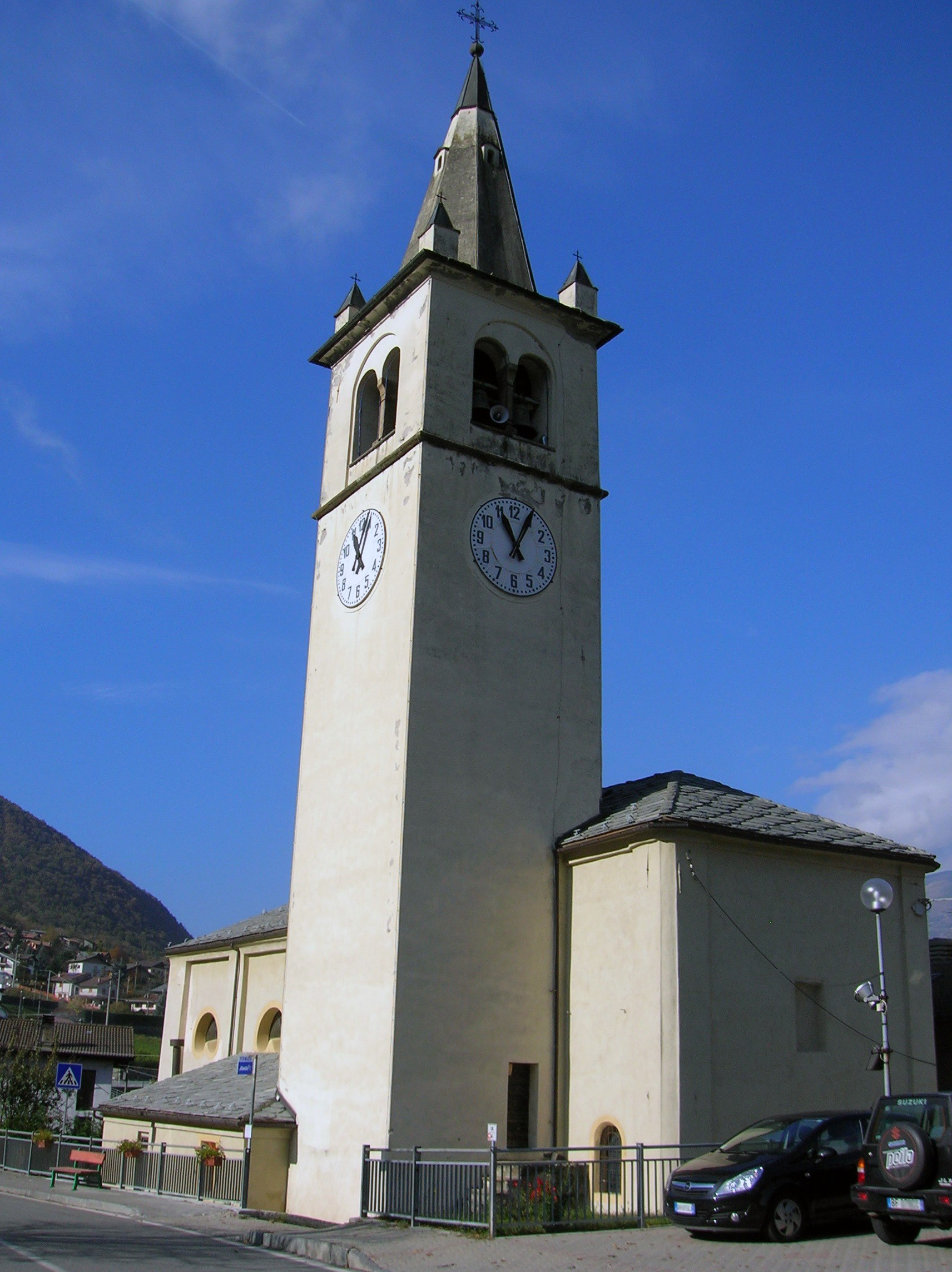
L'église paroissiale Saint-Martin.
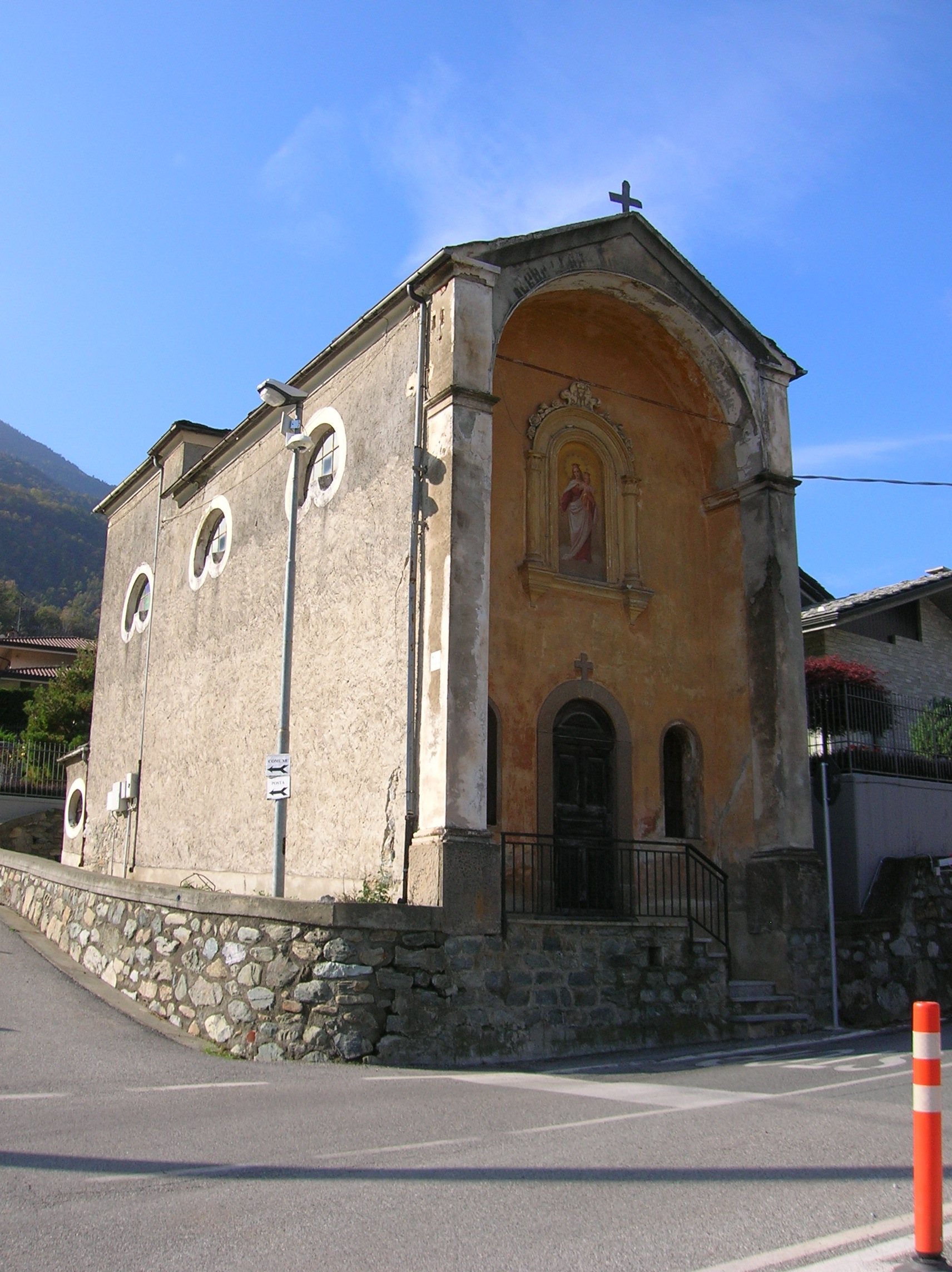
La chapelle de l'Exaltation de la Sainte-Croix.
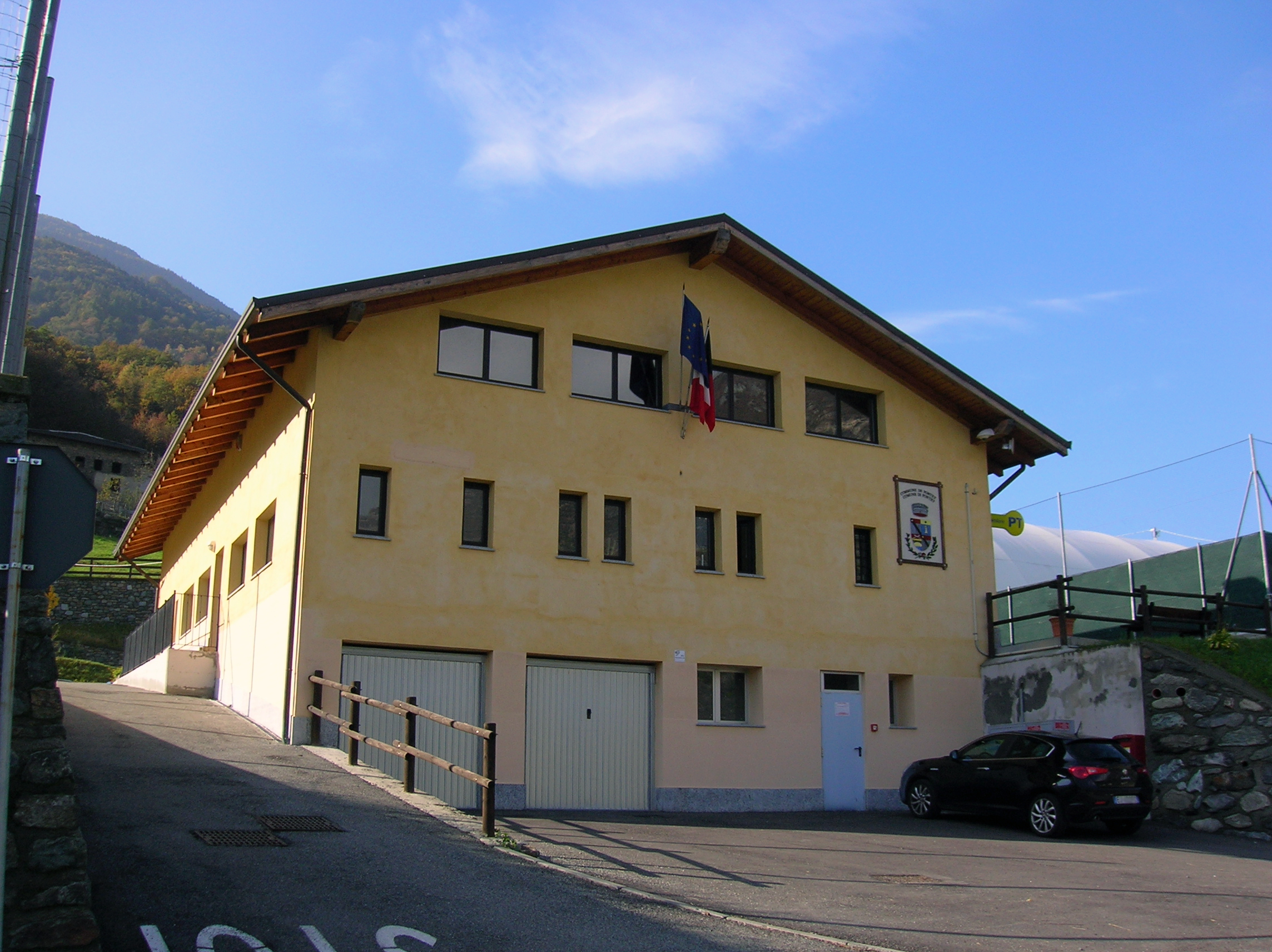
La maison communale.
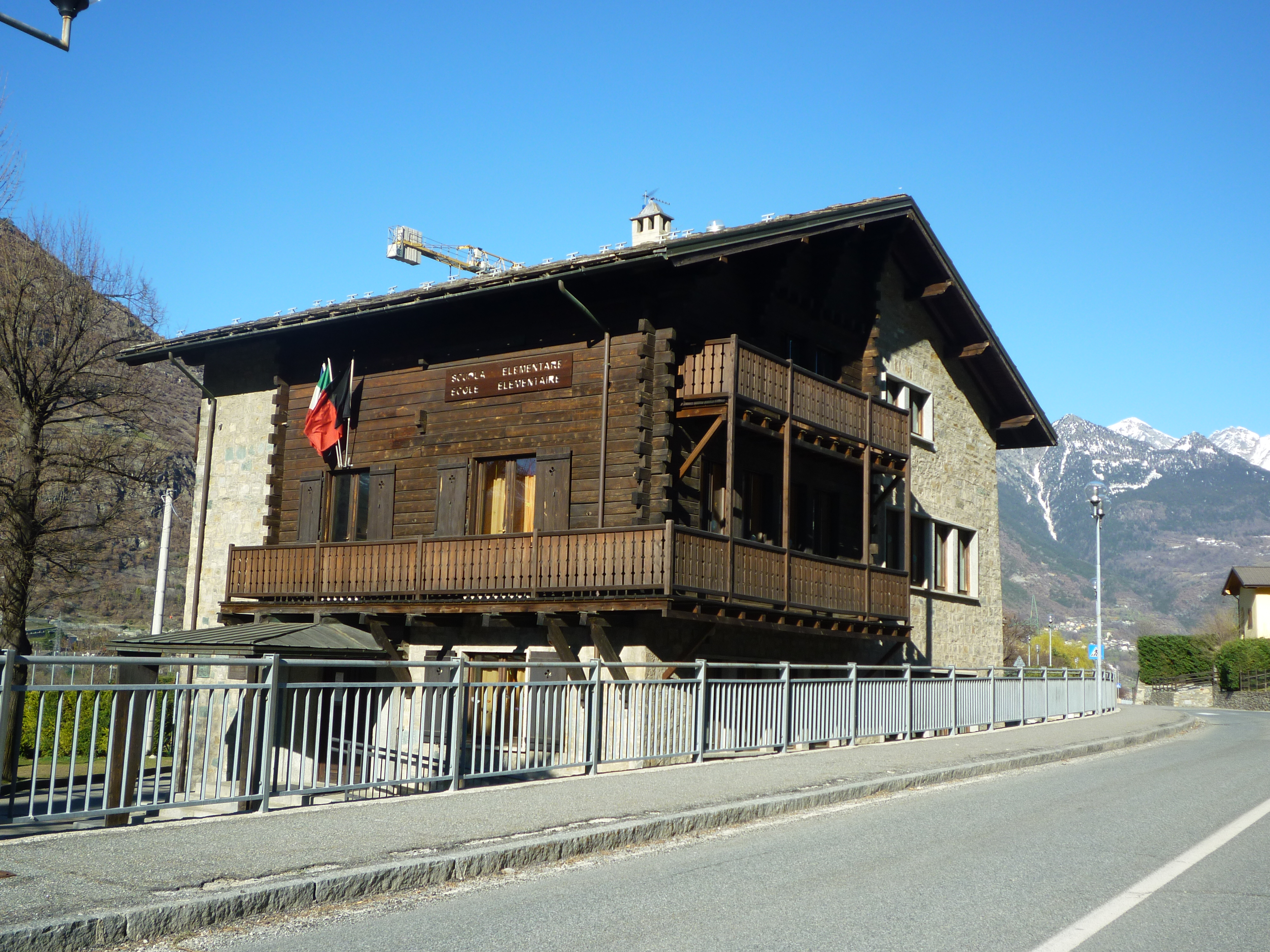
L'école élémentaire.
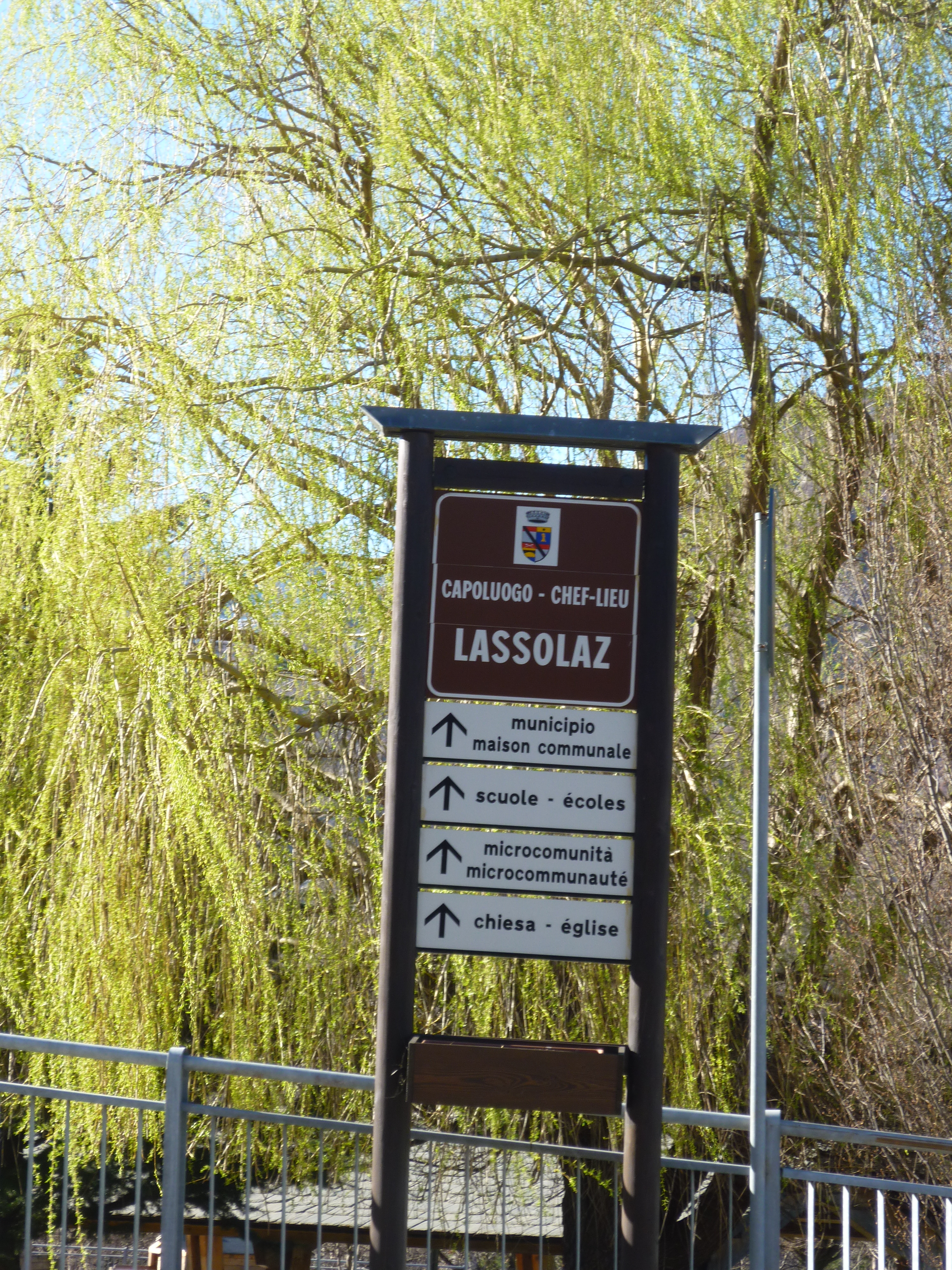
Panneau routier bilingue (français-italien) au hameau Lassolaz (chef-lieu).